# 汪永年
汪永年（—2001年），祖籍江苏吴县，曾任马来西亚槟城锺灵国民型华文中学及锺灵独立中学校长，曾在教总任职，因领导锺灵中学接受政府津贴并改制成国民型华文中学，使锺灵中学成为第一所改制的华文中学，而遭到当时华人社会的舆论谴责，华文教育工作者林连玉曾经批评他“出卖”华教。
坚持不接受改制的华文学校后来就演变成独立中学，而接受马来西亚政府津贴并改制的华文中学就变成国民型华文中学。

## 争议

### 改制後的锺靈中學
改制後的锺靈中學，歷年來，學生在政府考試都是名列前茅。例如:
- 1983年度高級教育文憑考試(STPM)，在馬來西亞全國10位獲得5A的學生中，锺靈學生就佔了5位。
- 2006年度教育文憑考試（SPM）, 槟城锺靈國民型华文中學有5名考生考獲13A及12名學生考獲12A （页面存档备份，存于）。
- 2006年度高級教育文憑考試(STPM)，鍾靈學生成績優異，考生個人成績方面，有52位考生獲4A。這些優秀成績足以讓他們進入國內公立大學就讀專業領域如工程，藥劑，電腦科學，等等。其中吳文宗更考獲5A，獲選為馬來西亞全國優秀生之一 （页面存档备份，存于） （页面存档备份，存于）。

锺靈中學也培養出不少國家棟樑，例如檳州前任首席部長許子根, 新加坡衛生部長許文遠。這些領袖都精通中、英和馬來文。
由陳充恩和汪永年啟動的中英文並重的方向，歷盡葉榮和等等校長，至今仍然在锺靈薪火相傳 （页面存档备份，存于）。當年這個重大的改制為往後的锺靈學生升學和就業都造成了優勢，對於許多因財務問題而無法出國升造的锺靈學生，汪永年的決定容許他們參加政府考試而進入國內公立大學 （页面存档备份，存于）。
由於從锺靈1956/3開始，許多華文中學(如:檳華女子中學、大山腳日新中學、菩提中學、等等)紛紛跟隨改制。華文獨立中學(鍾靈獨中、檳華獨中、菩提獨中、日新獨中)在檳州的任務慢慢轉變成為超齡學生，有志前往台灣升學和在政府考試落榜學生的選擇。隨著時代的變化和就業市場的需求，檳州的獨中也紛紛鼓勵學生參加其他非學術的商業課程如：校外大馬商科文憑（MCCE）、英倫LCCI及PITMAN商科文憑考試等等。這種遠離其他馬來西亞獨立中學辦校的方針政策，引起扞衛傳統華文教育的人士對汉奸汪永年出賣華教的痛恨。